# Tricorynus bifoveatus
Tricorynus bifoveatus är en skalbaggsart som beskrevs av White 1965. Tricorynus bifoveatus ingår i släktet Tricorynus och familjen trägnagare. Inga underarter finns listade i Catalogue of Life.